# Ettore Gnocchetti
Ettore Gnocchetti né le 31 octobre 1857 à Genzano et mort à Rome le 13 octobre 1914 est un anarchiste individualiste italien. 

## Biographie
Ouvrier forgeron, Ettore Gnocchetti a fondé le cercle anarchiste romain du « XI novembre ». Il est l’un des principaux protagonistes des agitations des ouvriers du bâtiment de la fin des années 1880 et de la décennie suivante. Il est arrêté, condamné et emprisonné à plusieurs reprises et soumis à l’exil en résidence forcée à Orbetello. 
Il décède à Rome, le 13 octobre 1914.
Sante Ferrini, qui le considérait comme son maître, disait de lui « son aspect aimable et brillant, son souci de plaire, sa pudeur à révéler au premier venu le fond de son cœur, sa crainte d’ennuyer ou de heurter en développant ses pensées les plus chères et originales, cette réserve d’esprit en public enfin, que tant de pédants ignorent au profit d’une condescendance insupportable, tout cela faisait d’Ettore un compagnon charmant ».

## Œuvres
- G. Garibaldi e l'anarchia, Rome, Tip. Romana. [s.a.]
- La medaglia e il suo rovescio ossia il rovescio della medaglia. Strafalcioni a rotta di collo, Roma,Tipografia Forense, 1906.

## Notices
- Notices biographiques : Dizionario biografico degli anarchici italiani.
- Notices d'autorité : WorldCat Id - Internationale Institute of Social History.